# Kesswil
Kesswil je obec ve Švýcarsku, v kantonu Thurgau. Žije zde 991 obyvatel. Leží na břehu Bodamského jezera.

## Geografie

### Sousední obce
| Růžice kompasu |           |            |        | Růžice kompasu |
| Růžice kompasu | Güttingen | Sever      | Uttwil | Růžice kompasu |
| Růžice kompasu | Güttingen | Kesswil    | Uttwil | Růžice kompasu |
| Růžice kompasu | Güttingen | Jih        | Uttwil | Růžice kompasu |
| Růžice kompasu | Sommeri   | Hefenhofen | Dozwil | Růžice kompasu |

## Rodáci
- Carl Gustav Jung (1875–1961) – lékař a psychoterapeut